# Куліш-Зіньків Леонід Зіновійович
Леоні́д Зіно́війович Кулі́ш-Зінькі́в (справжнє прізвище Куліш); 2 травня 1942, село Кричильськ, Сарненського району на Рівненщині — 27 квітня 2007, там само) — український поет-сатирик, гуморист, член Національних спілок письменників і журналістів України, лауреат премії імені Володимира Кобилянського, дипломант Всеукраїнського конкурсу «Байка — 2001», лауреат премії республіканської газети «Веселі вісті». Твори автора перекладені російською, білоруською, казахською, молдавською, словацькою, польською, башкирською мовами.

## Біографія
Леонід Куліш-Зіньків народився 2 травня 1942 року в селі Кричильськ Сарненського району на Рівненщині в сім'ї селянина — відомого в селі гумориста.
Навчаючись у сільській десятирічній школі, пройшов трудові будні піонервожатим. Перші вірші надрукував у «Степанській газеті», ще дев'ятикласником.
Після закінчення школи у 1960 році працював у Казахстані, згодом навчався на історичному факультеті Луцького педагогічного інституту імені Лесі Українки. У студентські роки з'явилася його перша публікація в республіканській пресі. У Луцьку він познайомився з письменниками та поетами Волині, й відомий поет Володимир Лучук запропонував вірші Леоніда до колективного збірника «Пісня і праця», що вийшов у 1968 році.
Після закінчення навчання у 1968 році повернувся у рідне село, де все життя викладав історію, а потім і правознавство в сільській школі.
Широку популярність поет отримав після випуску книги для дітей «Як горобчик рахував». Його твори все частіше з'являються на сторінках районної та обласної періодики. Поетові смішинки, байки друкують журнали «Перець», «Крокодил», «Малятко» та «Барвінок». Окремі твори Л. Куліша вміщуються в колективних збірниках «Пісня та праця», «Веселий ярмарок». Поезію його дитячої тематики постійно передає літературна редакція української радіомовної компанії.
1990& р. — поет стає членом Спілки письменників України і найвідомішим письменником на Сарненщині.
1995 р. — було видано нову книжку Л. Куліша «Цирк на дроті». Смішний веселий гумор розтоплює кригу відчуження, знімає стрес, піднімає настрій, збагачує духовно і морально.
1997 р. — у збірнику пісень «Козачата» Миколи Ведмедері надруковано дитячу пісеньку на сл. Л. Куліша «Кицька — кицьку вчила».
1998 р. — у Луцьку видається книга поета «На веселій ноті». У нову книжку поета-гумориста ввійшли твори, написані на злободенні сьогоднішні теми. Його гуморески, співомовки, літературні пародії — і дотепні, викликають щиру посмішку.
Одна за одною з'являлися друком його нові книжечки для малят: «Дівонька-круглая голівонька», «Чого мовчала мишка», «Тридцять три сороки», «Кіт чекає на обід».
На слова поета композиторами написано музичні твори. З ним охоче працювали художники, читці, співаки, редактори. Твори Куліша друкувалися у найрізноманітніших газетах і журналах. Окремими виданнями вийшло понад двадцять книг віршованих та прозових творів письменника. Його вірші перекладені російською, білоруською, казахською, молдовською, словацькою, польською, башкирською мовами.
Леонід Куліш був почесним гостем, учасником виховних заходів, відкритих уроків фактично усіх навчальних закладів Сарненського району.
Помер 27 квітня 2007 року за вчительським столом в одній із Житомирських шкіл, куди його запросили на літературний урок. Похований у с. Кричильськ.

## Творчість
Перші свої вірші Леонід Куліш почав писати під впливом батька — Зіновія, який був доволі неординарною людиною і прославився на все село як пересмішник. Жителі високо цінували талант Зіновія як гумориста-імпровізанта. Він настільки міг допекти дотепним словом владу, що не раз доля всієї родини потрапляла під небезпеку.
Перші поезії Леонід присвятив рідному селу, Поліссю, Вітчизні та юнацькому коханню. Звичайно, не всі вірші були досконалі. Але скільки то було радості, коли деякі з них з'явилися на сторінках району. Згодом у його віршах все більше і більше відчувається подих народної поезії рідного поліського краю. Як і батько, він звертається до сатири і гумору.
Сатирично-гумористичний доробок письменника складається із творів різних жанрів. Це власне віршовані гуморески, байки, іронізми, пародії, бувальщини тощо. Читаючи ці твори, можна, прослідкувати як розвивалося суспільство за останні десятиліття, які трансформації відбувалися. Засобами сатири і гумору автор реалістично відображав дійсність.
З роками тематика поезій молодого поета ширшає. Дедалі частіше Леонід Зіновійович пише для дітей. Поезія його дитячої тематики постійно передає літературна редакція української радіомовної компанії, вони з'являються на сторінках дитячих журналів.
Інша грань письменницького таланту Л. Куліша-Зіньківа — творчість для дітей. З роками він все більше і частіше пише на цю тематику. Його віршики приваблють безпосередністю і щирістю викладу матеріалу, вмінням побачити навколишній світ очима дітей.
В останні роки свого життя Леонід Куліш-Зіньків багато уваги приділяв пісенній творчості, зокрема він проявив себе як поет-пісняр. Особливо це проявлялося в написанні пісенних текстів для дітей. В світ вийшло більш як 150 дитячих пісень із яких найбільш відомі ті, які звучали по радіо і на телебаченні: «Березень», «Чорний котик», «Поліська колискова», «Козачок». Ось рядки з останньої:
Чобітки в козачка,
Вишита сорочка,
Він танцює гопачка — Козачку три рочечка!
Гей, гей, козачку
Усього три рочечки!
На слова цього поета композитори охоче пишуть музичні твори. Пісні і співомовки на слова Л. Куліша частенько виконувались на концертах. Збірник дитячих пісень Л. Куліша «Танцювали зайчики» був покладений на музику відомим харківським композитором Миколою Ведмедерею.
Писав Куліш і пісні для дорослих: «Подорожник», «Кричильский вальс», «Батькові руки», «Дай мені, кохана, руку», «Не ховай сльози кохана», «Посіяла баба мак» та ін.
Крім цього, Леонід Зіновійович був прекрасний краєзнавець, добре знав історію рідного краю писав твори про рідний край, збирав перекази та легенди. Не байдужою була для нього доля рідної землі, красуні Горині, навколишніх лугів і лісів. На фоні цієї життєдайної краси писав митець чудо — легенди, перекази, які прочитавши один раз. Це історія його рідного села Кричильськ: «Синій вир», «Мшані кладки», «Погоня», «Турово», «Русявка», «Дівочий брід».

## Нагороди та премії
- Член Національних спілок письменників і журналістів України
- Лауреат премії ім. В. Кобилянського
- Лауреат премії ім. Володимира Коцюбинського
- Лауреат Всеукраїнського фестивалю гумору і сатири
- Лауреат премії республіканської газети «Веселі вісті»
- Дипломат Всеукраїнського конкурсу «Байка — 2001»

У 2006 році Рівненською організацією Національної спілки письменників України за підтримки харківських видавців висунула Л. Куліша-Зіньківа на здобуття премії ім. Лесі Українки за книгу «Сонячний дощик».

## Увічнення пам'яті
У травні 2009 року в Кричильській ЗОШ I—III ступенів Сарненського району, де письменник віддав майже сорок років освітянській праці, на фасаді його рідного закладу встановили меморіальну дошку: «Відомий український письменник, класик дитячої літератури, маестро гумору та талановитий педагог» — напис внизу.
Пам'яті Л. Куліша-Зіньківа присвячено Сарненський районний огляд-конкурс читців-декламаторів, започаткований у 2010 році.
З метою збереження та пропагування творчої спадщини письменника та гумориста Леоніда Зіновійовича Куліша засновано премію в галузі дитячої літератури ім. Леоніда Куліша-Зіньківа.
Окремим виданням у 2002 році побачив світ літературний портрет «Леонід Куліш-Зіньків», де автор книги Борис Боровець описує життєвий і творчий шлях митця.

## Твори
За життя Леоніда Зіновійовича побачили світ 27 збірок. Збірка віршів для дітей «Малював олівчик» вийшла у 2011 році — вже після смерті автора.

### Книги
| - Як горобчик рахував: вірші, скоромовки, загадки.. — ьвів: Каменяр, 1990. — 32 с. - Горобці про літо мріють: вірші. — К.: Веселка, 1990. — 34 с. - Дівонька — круглая голівонька: загадки. — Дубно: Наш край, 1991. — 19 с. - Чого мовчала мишка. — Дубно: Край, 1991. - Гумористичне намисто: майже вибране. — Дубно: Наш край, 1992. — 33 с. - Тридцять три сороки: лічилки, скоромовки та загадки. — К.: Веселка, 1992. — 16 с. - Кіт чекає на обід: вірші. — Дубно: Край. — 1993. - Мшані кладки: легенди рідного краю. Вид II. — Рівне: Азалія, 1993. — 75 с. - Ті самі гості — в ту саму хату. — Дубно: Наш край, 1993. — 28 с. - Кричильські усмішки. — Дубно: Край. — 1994. - Цирк на дроті: гумор і сатира. — Рівне: Азалія, 1995. — 76 с. - На веселій ноті: гуморески, співомовки, літературні пародії. — Луцьк: Настир'я, 1998. — 35 с. - В гості ящірка ходила: вірші. — К.: Ранок, 2002. — 10 с. - Із веселого коша Леоніда Куліша. — Ірпінь: КВУ, 2002. — 78 с. - Ковтьвертована валюта: вибрані твори. — Рівне: Азалія, 2002. — 112& с. - Хоробрий бобрик: вірші. — Х.: Ранок, 2002. - Багатий зайчик: казки. — Костопіль: Роса, 2003 — 44 с. - Операція «Гарбуз»: гуморески. — Костопіль: Роса. — 2003. — 52 с. - Веселі нотки. — Тернопіль: Підручники і посібники, 2004. - Дівочий брід: легенди. — Костопіль: Роса, 2004. — 28 с. - Потіха з Кулішового міха. — Сарни: Сервісний центр, 2004. — 11 с. - Їхав березень на возі: вірші, скоромовки. — Рівне: Азалія, 2004. — 28 с. - Треба мати голову. — Сарни: Сонях, 2004. - Батіг не для Пегаса. — Рівне: Перпектива, 2006. — 80 с. - Сонячний дощик: вірші та оповідання. — Х.: ВД «Школа», 2006. — 80 с. - Куліш-Зіньків Л. Ведмеря М. Дай мені, кохана руку. — Рівне: Перспектива, 2006. — 32 с. - Колискова від матусі. — Рівне: Обласна друкарня, 2007. - Малював олівчик: вірші, загадки, оповідання, скоромовки для дітей. — Городок: Бедрихів Край, 2011. — 95 с. | {{{2}}} |

### Твори у збірниках
- Пародії // Погорина. Вип. 3. — Рівне: Азалія, 1998. — С. 60
- Кричало у класі аж сорок сорок // Погорина: літ.-мистецький альманах. Вип. 2. — Рівне: Азалія, 1998. — С. 88—89.
- Вранці біля хати: вірш // Кришталеве джерельце: хрестоматія для позакласного читання. — К.: Кобза, 2001. — С. 171.
- Вранці біля хати: вірш // Читай-місто: читанка для учнів 1—5 класів / Упоряд. Б. Й. Чайковський. — Х.: Синтекс, 2002. — С. 350.
- Віршовані твори // Улюблена читанка: хрестоматія для позакласного читання. 1—4 класи/ Упоряд. С. В. Музичук. — Донецьк: ТОВ ВКФ «БАО», 2003. — С. 29, 293, 506, 510—511, 522.
- Попросили кенгуру: вірш // Золотий ключик: хрестоматія для позакласного читання. 1—4 класи / Упоряд. О. М. Фіненко. — Донецьк: ТОВ ВКФ «БАО», 2003. — С. 37.
- Акрозагадка: віршовані твори // Від зими до зими. Пори року у віршах / Упоряд. В. С. Кравцова. — Вінниця: ТВП «Книга-Вега», 2004. — С. 7.
- Віршовані твори // Літературна Рівненщина. Антологія / Упоряд. О. Євтушок, В. Климентовська; Передм. А. Криловця. — Рівне: ВАТ «Рівненська друкарня», 2005. — С. 295—303.
- Дошкільнятам: віршовані твори // Хрестоматія. Письменники Рівненщини — дітям. — Рівне: Азалія, 2005. — С. 185—204.
- Коли б могли плакати берези: прозові твори // Барви рідного краю: збірник. — Рівне: Азалія, 2006. — С. 136—141.
- Муха цілий день дзижчала: вірш // Дитячий віршограй. — Х.: Белкар-книга, 2006. — С. 28.
- Попросили кенгуру: вірш // Дитячий віршограй. — Х.: Белкар-книга, 2006. — С. 6.